# 蛇枪头
蛇枪头（学名：Amorphophallus mellii）是天南星科魔芋属的植物，是中国的特有植物。分布在中国大陆的广东、广西等地，生长于海拔1,000米的地区，多生长在灌丛中及林中，目前尚未由人工引种栽培。

## 别名
土南星（广西武鸣） 七角莲（金秀） 蛇春头、蛇蒜头（广东）